# آرملا شاکاریان
آرملا شاکاریان (ارمنی: Արմելլա Ռուբենի Շաքարյան؛ انگلیسی: Armella Shakaryan زادهٔ ۱۰ مهٔ ۱۹۷۲) یک دیپلمات، لغت‌شناس و سیاستمدار اهل ارمنستان است که از تاریخ ۲۰۲۱ تا تاریخ ۲۰۲۴ سمت سفیر ارمنستان در کشورهای مکزیک، کاستاریکا، گواتمالا، نیکاراگوئه، پاناما، السالوادور و بلیز را برعهده داشت.

## زندگی‌نامه
در ۱۰ مه ۱۹۷۲ در ایروان به دنیا آمد و از دانشگاه دولتی ایروان و دانشکده فلجر دانشگاه تافتس فارغ‌التحصیل شد. 